# Hans Kiener (Sportfunktionär)
Hans Kiener (* 4. Oktober 1896 in Dapfen, heute zu Gomadingen; † 2. April 1965) war ein deutscher Sportfunktionär und von 1932 bis 1944 Präsident des VfB Stuttgart.

## Leben
Kiener besuchte nach der Volksschule die Gewerbeschule. 1913 legte er die Gesellenprüfung als Tapezierer, Polsterer und Dekorateur ab. Ab 1914 nahm er am Ersten Weltkrieg teil, wo er einen Finger- und Bauchschuss erlitt und schließlich an Malaria erkrankte. Er wurde Angestellter einer Polstermöbelfabrik und nahm einen Lehrauftrag an einer Gewerbeschule wahr. 1928 legte er die Meisterprüfung ab. Ab 1929 war er hauptamtlich als Gewerbelehrer angestellt, 1942 wurde er verbeamtet.
Kiener wurde 1925 Mitglied des VfB Stuttgart und war in der Hockeyabteilung aktiv. 1930 wurde er Jugendleiter der Hockeyabteilung, 1931 wurde er zum Stellvertreter des Vereinspräsidenten Albert Bauer gewählt. Am 1. März 1932 trat Kiener der NSDAP bei (Mitgliedsnummer 989.590). Zum 1. Juni 1932 wurde er Mitglied des Nationalsozialistischen Lehrerbunds, außerdem gehörte er der Nationalsozialistischen Volkswohlfahrt an.
1932 wurde Kiener schließlich zum Präsidenten des VfB Stuttgart gewählt. Er erklärte den VfB zu einem „Hort nationaler Gesinnung“ und einer „Trutzburg gegen alles Undeutsche“. Kiener erlaubte der NSDAP bereits 1932, seine Sportanlage für eine Kundgebung zu nutzen – gegen das ausdrückliche Verbot der Stadt Stuttgart. Kiener wurde von nun an „Vereinsführer“ genannt. Bereits 1933 nahm der VfB als einer der ersten Vereine des Deutschen Reichs die Arisierung vorweg und schloss sämtliche jüdischen Mitglieder aus, selbst diejenigen, die große Verdienste um den Verein vorzuweisen hatten. 1944 wurde Kiener bei einem Luftangriff auf Stuttgart schwer verletzt, weshalb der vorherige zweite Vorsitzende Fritz Walter das Präsidentschaftsamt übernahm.
Nach dem Zweiten Weltkrieg wurde Kiener im August 1945 aufgrund seiner Parteimitgliedschaft zunächst vom Lehrberuf entbunden. 1947 wurde er in einem Spruchkammerverfahren als Mitläufer eingestuft und zu 1000 Reichsmark Geldbuße verurteilt. 1948 wurde er vom Kultusministerium des Landes Württemberg-Baden wieder als Lehrer eingestellt. Auch für den VfB war Kiener weiterhin im Einsatz, zwar ohne Vorstandsfunktion, jedoch als Repräsentant und als Mitglied des Ältestenrats des Vereins. 1962, drei Jahre vor seinem Tod, wurde Kiener aufgrund seiner Kriegsverletzungen für dauerhaft dienstunfähig erklärt.
Kiener war verheiratet und Vater eines Kindes.